# Вторая империя

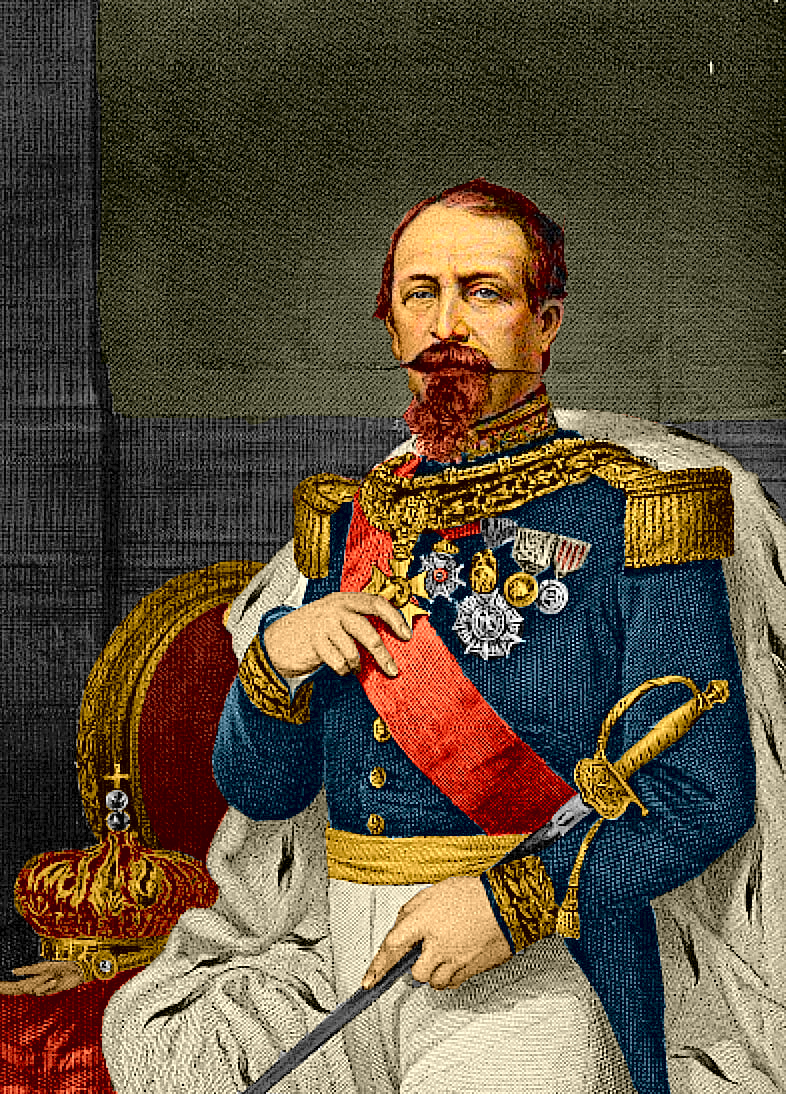
Наполеон III

Втора́я импе́рия (фр. Second Empire; официально — Францу́зская импе́рия, Empire français) — период бонапартистской диктатуры в истории Франции с 1852 по 1870 годы.
2 декабря 1852 года в результате плебисцита была установлена дуалистическая монархия во главе с племянником Наполеона I Луи Наполеоном Бонапартом, принявшим имя императора Наполеона III. Ранее Луи Наполеон был первым (и последним) президентом Второй республики (1848—1852).
Вторая империя была свергнута Сентябрьской революцией. После того, как Наполеон III в ходе франко-прусской войны попал в немецкий плен под Седаном (2 сентября 1870 года) на улицы Парижа вышли рабочие, требующие низложения Наполеона III. В ночном заседании законодательного корпуса 3—4 сентября Жюль Фавр предложил провозгласить низложение императора и избрать временное правительство.
Утром 4 сентября народ ворвался в палату, и Гамбетта от имени народного представительства объявил, «что Луи Наполеон Бонапарт и его династия перестали царствовать во Франции». В городской мэрии той же толпой была провозглашена республика и назначено временное «правительство народной обороны», в которое вошли все депутаты Парижа (Араго, Кремьё, Ферри, Фавр, Гамбетта, Гарнье-Пажес, Пелльтан, Пикар, Симон, позднее Рошфор и некоторые др.).

## Эпоха Второй Империи
Поначалу (до 1860 года) Наполеон III был почти абсолютным монархом. Сенат, Государственный совет, министры, чиновники, даже мэры коммун (последние — на основании законов 1852 и 1855 годов, восстановивших централизацию первой империи) назначались императором. Законодательный корпус избирался, но выборы происходили не между свободными и равными соперниками, а между официальным кандидатом, пользовавшимся поддержкой всего правительственного механизма, и его противником, выступавшим вместе с тем как бы противником правительства; избирательные собрания были запрещены как посягательство на свободу выборов; не дозволялось распространение избирательных прокламаций; подсчёт поданных избирательных бюллетеней производился мэром, то есть правительственным чиновником, который почти всегда имел полную возможность фальсифицировать результаты выборов. Наконец, от депутатов, а с 1858 года даже от всех кандидатов на это звание требовалась присяга на верность императору. Ввиду всего этого в первом законодательном корпусе республиканцы вовсе не имели представителей; немногие избранные отказались принести присягу.
Конституция 14 января 1852 г. давала народу право плебисцита в исключительных случаях, а главе государства неограниченную власть.
Перед выборами 1857 года министр внутренних дел Бильо объявил префектам, что «за некоторыми исключениями правительство считает справедливым представить к переизбранию всех членов палаты, так хорошо помогшей императору и так хорошо служившей стране». Тем не менее в законодательном корпусе 1857—63 годов было 5 республиканцев, согласившихся присягнуть (Даримон, Оливье, Генон, Ж. Фавр, Пикар; последние два избраны в 1858 году, вместо отказавшихся от присяги Карно и Гудшо).
Оппозиции в легальной печати почти не было, да и не могло быть; она велась только эмигрантами (В. Гюго и др.) из-за границы. 
Император считал и заявлял, что его империя есть продолжение империи Наполеона I; однако между ними была громадная разница. Наполеон I утвердил многие завоевания революции, закрепил падение феодализма; он опирался на крестьянство и мелкую буржуазию и в глазах всей Европы, а отчасти и Франции, был порождением и проявлением революционного духа. Наполеон III, достигнув власти при помощи коалиции различных элементов до социалистических включительно, был хранителем алтаря, порядка, собственности; вместе с тем он был наследником монархии Луи-Филиппа и опирался на союз высшей буржуазии с дворянством и церковью.
Экономическая политика Наполеона III резко отличается от политики предшествующих правительств, не исключая и Наполеона I. До тех пор Франция была страной усиленного протекционизма; Наполеон III был убеждённый сторонник свободной торговли, чьё осуществление было, однако, затруднительно; Наполеон заявлял, что «таможенное покровительство необходимо, но оно не должно быть чрезмерным». В 1853—55 годах он, хотя и не без протеста со стороны обычно послушного законодательного корпуса, понизил таможенные ставки на уголь, железо, сталь, шерсть, то есть предметы, в первую очередь необходимые промышленности; это вызвало сильное неудовольствие в некоторой части промышленников, поддержкой которых дорожил Наполеон.
В следующие годы понижение коснулось сельскохозяйственной продукции: вина, скота, спирта. 
Немаловажен был и рост сельскохозяйственной промышленности. 
В 1860 году, пользуясь правом, предоставленным ему конституцией 1852 года, Наполеон заключил, без одобрения законодательного корпуса, торговый договор с Великобританией, которым запретные ставки на ввозимые оттуда товары были отменены, а покровительственные понижены в основном до 25 % ad valorem; Англия ответила ещё более значительным понижением. За этим договором в 1862 году последовал аналогичный договор с Бельгией.

Для Франции открывалась новая эра в области торговой политики. Законодательному корпусу пришлось мириться со свершившимся фактом, и даже привести общий тариф в некоторое соответствие с конвенционным; для этого пришлось понизить пошлины на кожу и другие предметы. Несмотря на недовольство части промышленников, нет сомнения, что эти меры были вызваны интересами именно промышленности, а следовательно, и государства, и сыграли немаловажную роль как в усилении французской промышленности, так и в повышении общей суммы национального богатства в период Второй империи.
Объём внешней торговли к 1869 году вырос до 6225 млн франков (3153 — импорт, 3075 — экспорт).
Главным делом правительства было поощрение постройки железных дорог (к 1860 году — 9430 км, к 1870 — 17 460 км), учреждение акционерных обществ, устройство всевозможных крупных предприятий, и т. д. 
Биржа во время Наполеона III процветала так же, как при Луи-Филиппе.
К концу правления Наполеона III Франция располагала паровыми машинами, развивавшими 320 000 сил — в пять раз больше, чем в начале правления; она утроила потребление угля и довела его до 20 млн тонн; это объясняется ростом прежде всего металлургической, а также текстильной промышленности.
Численный рост рабочего класса, соответствовавший росту промышленности, продолжался во все правление; но положение рабочих не улучшалось. Заработная плата фабричных рабочих поднялась, в целом, на 30—40 %, но одновременно не меньше, если не больше, поднялись цены на квартиры и продовольствие; правда, на большей части фабрик немного уменьшился рабочий день, хоть и без прямого участия законодательства: закон 1848 года, установивший максимальный рабочий день сначала в 10—11 часов, потом поднявший норму до 12 часов, никогда не применялся на практике по причине отсутствия органа надзора; на бумаге он остался в силе, но Наполеон III не думал ни о применении, ни о его расширении.
И тем не менее, при Наполеоне III принята важная мера в пользу рабочих: предоставление им в 1864 году права стачек (законом 1791 года союзы и стачки как хозяев, так и рабочих были запрещены, но коалиции первых распространились уже во время июльской монархии и терпелись вопреки закону, коалиции же рабочих строго преследовались). Такая единичная мера не удовлетворяла рабочих, и они в массе скоро отказались от своей веры в Наполеона III.
Итальянская политика Наполеона III, приведшая к войне с Австрией, вызвала сильнейшее раздражение папы и клерикалов. Боясь потерять всякую опору в народе, Наполеон III стал делать некоторые уступки либералам, поначалу весьма слабые и осторожные. В 1860 году законодательному корпусу предоставлено право отвечать адресами на тронные речи, с 1861 года допущены стенографические отчёты о прениях в законодательном корпусе и сенате; вместе с тем отношение власти к печати несколько смягчилось.
Новым законом о печати 11 мая 1868 года были отменены предварительное разрешение, предостережения и запрещения в административном порядке, но сохранены срочные или окончательные запрещения в судебном порядке; штемпельный сбор понижен до 5 (в Париже) и до 2 (в провинции) сантимов с газетного листа. 
В 1867 году законодательному корпусу дано право интерпелляции.
В 1868 году издан закон, разрешающий сходки, в частности политические, по случаю выборов, но не позже чем за 5 дней до выборов. Все эти уступки мало кого удовлетворяли; однако, благодаря им образовалась партия либеральных империалистов, во главе которой встал один из «пяти» оппозиционных депутатов в законодательном корпусе 1857—63 годов — Эмиль Оливье.
На выборах 1863 года борьба велась энергично и оппозицией, и правительством. Министр внутренних дел Персиньи давал газетам предостережение за предостережением, запрещал и преследовал избирательные комитеты и, наконец, обратился к префектам с циркуляром, в коем, описав цветущее положение Франции, освобождённой императором из состояния анархии и нищеты, в которое она была ввергнута режимом риторов, нападал на «коалицию злобы, ненависти и вражды», противодействующую всем великим начинаниям империи. «Подача голосов, — заключал министр, — свободна, но для того чтобы население не было обмануто искусно составленными речами и двусмысленными professions de foi, указывайте во всеуслышание на тех кандидатов, которые внушают больше доверия правительству; пусть население знает, где враги и где друзья империи, и пусть оно выскажется свободно, со знанием дела».
Несмотря на подобные приёмы и местами на фальсификацию выборов, из 267 депутатов прошло 35 представителей республиканской и монархической оппозиции; духовенство почти везде голосовало против официальных кандидатов. В числе выбранных были Карно, Ферри, Гарнье-Пажес, Ж. Симон, Тьер, Э. Оливье, Пикар, Ж. Фавр, Пелльтан, Беррье. Результат выборов привёл к отставке Персиньи.
Неудача мексиканской экспедиции и попытки присоединить к Франции Люксембург, а также сильный дефицит[чего?], к которому привела агрессивная политика Наполеона III, всё более и более способствовали росту недовольства.
Новый закон о печати, с правительством не примирявший[кого?], лишь привел к появлению в печати чувства негодования. В 1868 году возникли новые периодические издания, систематически боровшиеся с правительством; между ними быстро завоевавшая громадную популярность и ставшая крупной общественной силой «Лантерн» (Lanterne) Рошфора выделялась резкостью и смелостью тона, злобностью сарказма. Правительство возбудило против Рошфора несколько процессов, окончившихся обвинительным приговором; Рошфор бежал в Бельгию, откуда безнаказанно продолжал свой литературный поход. Его журнал, запрещённый во Франции, расходился, однако, громадным тиражом. Выбранный в законодательный корпус в 1869 году, он получил возможность вернуться на родину и перенести туда свою редакторскую деятельность.
В 1868 году на могиле депутата Бодена, убитого 3 декабря 1851 года на баррикаде, была устроена демонстрация, где произносились смелые речи против правительства с угрозами восстания; за манифестацией последовало объявление о подписке на памятник Бодену, сделанное несколькими газетами. Правительство поспешило отдать под суд редакторов этих газет (Делеклюза, Шалльмель Лакура и др.); на суде их защитники — Араго, Кремье, Лорье и в особенности Гамбетта, ставший знаменитым после этого процесса, — вовсе не пытаясь защищать подсудимых, устроили из адвокатской скамьи трибуну для решительного нападения на правительство, которое они называли преступным, «безумное» бешенство которого они проклинали и которому грозили суровым народным возмездием.
Около того же времени имели место многочисленные забастовки рабочих, усиливавшие озлобление против правительства.
В мае 1869 года прошли новые выборы в законодательный корпус. Правительство прибегло к некоторым из прежних приёмов борьбы, прибавило к ним подкуп нескольких газет, но всё-таки относительная свобода печати и право избирательных собраний значительно облегчили дело оппозиции. Республиканцы выступили отдельно от монархистов, выставив собственную программу, выработанную Гамбеттой: она требовала широкого применения всеобщего голосования для парламентских и местных выборов, отмены Сената, гарантий личной свободы, обязательного светского обучения, отделения церкви от государства, уничтожения постоянной армии и т. д. Оппозиция провела 59 кандидатов (в том числе Гамбетту и Рошфора) и, что гораздо важнее, собрала на именах своих сторонников 3,5 млн голосов против 4,5 млн правительственных.
Всё доказывало, что империи грозит крах, если она не изменит свою политику. К уступкам вынуждал даже состав законодательного корпуса. Бонапартисты в нём разделились на три партии: 
1) крайняя правая или аркадийцы (по улице Аркад, где они собирались), желавшие репрессий и войны с Пруссией, 
2) умеренные бонапартисты и 
3) правый центр, желавший либеральной империи. 
За ними шли левый центр или монархисты, радикалы и крайняя левая; последняя была представлена Рошфором и Распайем. 
Левая, в союзе с либеральными бонапартистами, составляла большинство.
Император отказался от услуг своего главного сподвижника Руэра, бывшего с 1849 года то министром юстиции, то министром внутренних дел, то государственным министром, то председателем государственного совета, и предложил Э. Оливье составить однородный кабинет, что тот и исполнил 2 января 1870 года.
Первым крупным делом Оливье были новые реформы в конституции, усиливавшие права парламента; затем был устроен плебисцит по следующему вопросу: «Французский народ одобряет либеральные преобразования, сделанные в конституции с 1860 г., и утверждает сенатус-консульт 20 апреля 1870 г.» 

Ввиду того, что плебисцит должен был послужить выражением доверия правительству, вся оппозиция агитировала за отрицательный ответ на вопрос. Правительство приглашало чиновников «развить лихорадочную деятельность», чтобы собрать возможно больше утвердительных голосов. Несмотря на это, оппозиция всё же собрала 1,5 миллиона отрицательных против 7 миллионов правительственных голосов. Новая конституция не успела вступить в действие.
Отчасти для того, чтобы отвлечь общественное внимание от внутренних неурядиц, отчасти в надежде покрыть военными лаврами поражения в мексиканском, люксембургском и др. вопросах — Наполеон III, под давлением крайне правых (которым покровительствовала императрица Евгения), повёл агрессивную политику по отношению к Пруссии, окончившуюся франко-прусской войной. Война ярко обнаружила всю непрочность империи; с самого же начала она приняла крайне неблагоприятный оборот, и 2 сентября 1870 сам Наполеон III, с целой армией, сдался в плен пруссакам.
Когда известие об этом пришло в Париж, оно вызвало там взрыв негодования. В ночном заседании законодательного корпуса 3—4 сентября Ж. Фавр предложил провозгласить низложение императора и избрать временное правительство, того же требовала толпа народа на улицах. Утром народ ворвался в палату, и депутат Гамбетта от имени народного представительства объявил, «что Л. Наполеон Бонапарт и его династия перестали править во Франции». 
В ратуше той же толпою была провозглашена республика и без всякого избрания, par acclamation, назначено временное «правительство народной обороны», в которое вошли все депутаты Парижа (Араго, Кремье, Ферри, Фавр, Гамбетта, Гарнье-Пажес, Пелльтан, Пикар, Ж. Симон, позднее Рошфор и некоторые др.). Они тотчас же разделили между собой портфели. Военный губернатор Парижа, генерал Трошю, был оставлен на своём посту; императрица Евгения поспешно бежала из Парижа; империя рухнула, не найдя защитников. 
Одновременно подобные события произошли в Лионе, Марселе, Бордо и других городах, где тоже была провозглашена республика, которую назовут Третьей республикой.